# Nick Tanner
Nicholas „Nick“ Tanner (* 24. Mai 1965 in Bristol, seltener auch Nicky Tanner) ist ein ehemaliger englischer Fußballspieler.

## Karriere
Tanner spielte im Teenageralter für den lokalen Amateurklub Mangotsfield United in der Western League, bevor er im April 1985 in den Profibereich zu den Bristol Rovers in die Football League Third Division wechselte. Bereits einen Monat später kam er als Einwechselspieler im alljährlichen Aufeinandertreffen zwischen den Rovers und dem Lokalrivalen Bristol City um den Gloucestershire Cup zum Einsatz und erzielte aus über 40 Metern einen Treffer beim 3:1-Sieg. In den folgenden drei Jahren agierte Tanner, der bei den Rovers den Spitznamen „whoosh“ erhielt, sowohl in der Mittelfeldzentrale als auch auf den Außenbahnen im Mittelfeld und in der Abwehr und bestritt dabei 107 Ligapartien. Im Sommer 1988 erhielt er für £20.000 die Transferfreigabe von Bristol und es bekundete neben dem Viertligisten Torquay United auch der amtierende Meister FC Liverpool Interesse.
Tanner entschied sich zum Wechsel in höchste Spielklasse zum FC Liverpool und musste dort zunächst lange Zeit ein Reservistendasein fristen. Bei Liverpool sah man Tanners Zukunft, dessen Zweikampf- und Kopfballstärke herausstachen, in der Innenverteidigung, eine Position, die er trotz seiner Vielseitigkeit bei Bristol nie bekleidet hatte und die bei Liverpool von den international erfahrenen Gary Gillespie und Alan Hansen ausgefüllt wurde. Zu seinem Pflichtspieldebüt kam er schließlich im Dezember 1989 bei einem 4:1-Erfolg gegen Manchester City, als er Gillespie nach einer Viertelstunde ersetzte. Im weiteren Saisonverlauf absolvierte Tanner drei weitere Einsätze, als Liverpool die 18. Meisterschaft der Vereinsgeschichte gewann; Tanners vier Einsätze reichten allerdings nicht um eine Meisterschaftsmedaille zu erhalten. Im März 1990 wurde er für einen Monat an den Ligakonkurrenten Norwich City verliehen, bei dem mit Ian Butterworth, Andy Linighan und Tim Sherwood drei Innenverteidiger ausgefallen waren. Tanner bestritt in den folgenden Wochen sechs Partien, Norwich blieb dabei viermal ohne Gegentor und verlor nur ein Spiel. Anschließend bemühte sich Trainer Dave Stringer erfolglos um eine dauerhafte Verpflichtung von Tanner. Im Oktober 1990 verbrachte er einen Monat auf Leihbasis in der zweiten Liga bei Swindon Town, das Team blieb bei seinen sieben Einsätzen aber sieglos. 
Schwächen in der Ballbehandlung und der Spielübersicht ließen ihn nach Meinung von Buchautor und Journalist Ivan Ponting zunächst „nicht wie einen Liverpool-Spieler aussehen“ und Tanner blieb in der Spielzeit 1990/91 bei Liverpool ohne Pflichtspieleinsatz. Zur Saison 1991/92 profitierte er von einer Verletztenmisere und dem bereits im Februar 1991 stattgefundenen Wechsel auf der Trainerbank, wo Graeme Souness den zurückgetretenen Kenny Dalglish beerbte. Nach einer Verletzung von Innenverteidiger Mark Wright rückte er bereits kurz nach Saisonbeginn auf dessen Position und behielt seinen Stammplatz auch nach Wrights Genesung. Aufgrund seiner Leistungen erhielt er im Januar 1992, kurz zuvor hatte er am Boxing Day im Merseyside Derby gegen den FC Everton bei einem 1:1-Unentschieden sein einziges Pflichtspieltor für Liverpool erzielt, einen neuen bis Sommer 1995 gültigen Vertrag zu verbesserten Bezügen. Nach 26 Ligaeinsätzen in Serie verletzte sich Tanner im Frühjahr 1992 und verpasste dadurch auch den FA-Cup-Sieg. In der Folge schaffte es Tanner nur noch sporadisch in die Mannschaft zurückzukehren. Im März 1994 musste er schließlich wegen einer wiederkehrenden Rückenverletzung seine Karriere beenden, seinen letzten von 59 Pflichtspieleinsätzen hatte er bereits am 16. Dezember 1992 bestritten. 
Nach dem Ende seiner Spielerlaufbahn trainierte Tanner eine Reihe regionaler Amateurklubs, war 2006 Scout des Fünftligisten Forest Green Rovers und betreute zeitweise auch die Verbandsauswahl der Gloucestershire FA. Beruflich ist er seit seinem Karriereende in der Versicherungsbranche tätig. Im August 2017 erschien seine Autobiographie From A Field To Anfield.